# Wadim Andrejewitsch Medwedew

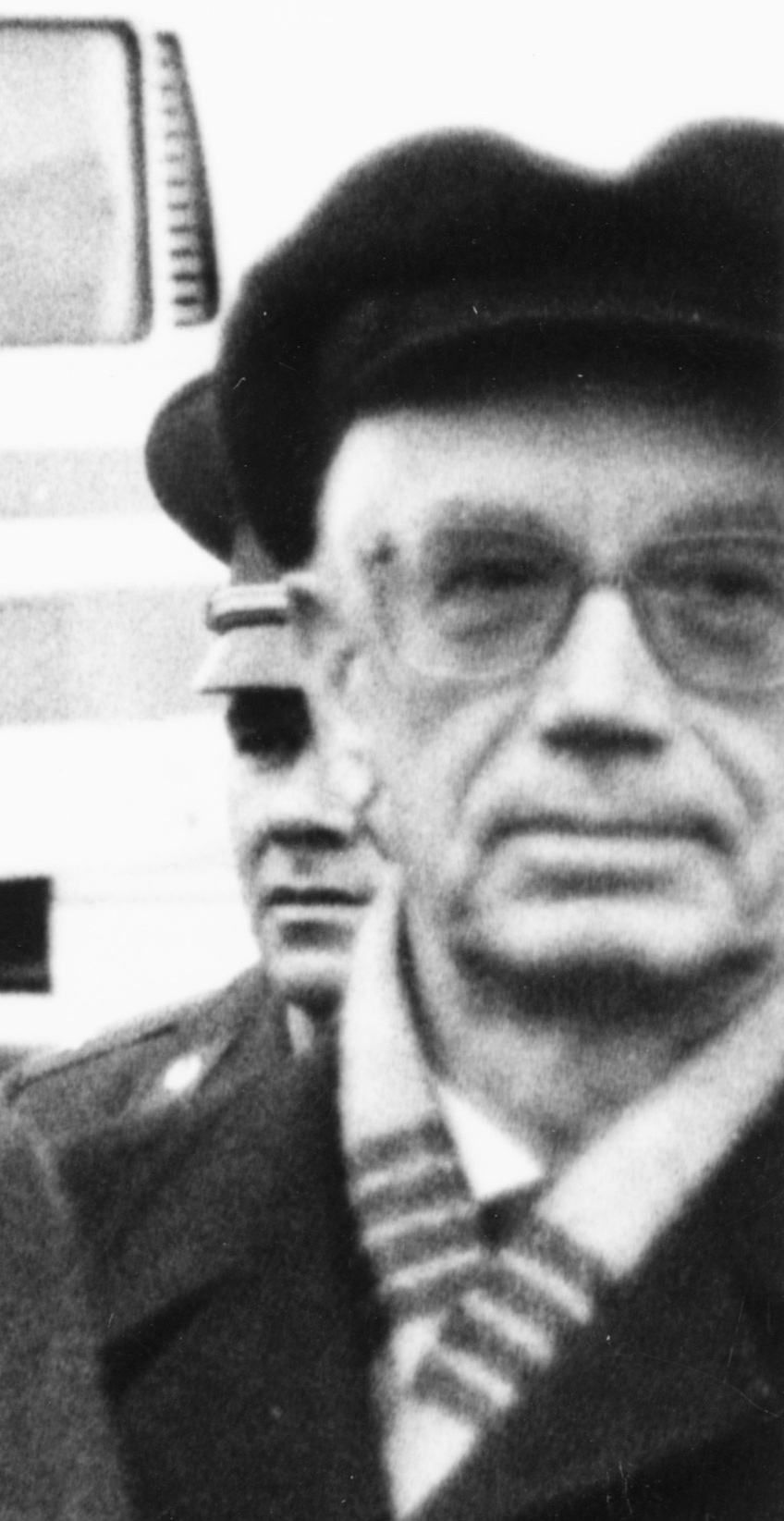
Wadim Andrejewitsch Medwedew

Wadim Andrejewitsch Medwedew (russisch Вадим Андреевич Медведев; * 29. März 1929 im Dorf Mochonkowo, Oblast Jaroslawl; † 11. Juli 2025 in Moskau) war ein russischer Wirtschaftswissenschaftler und Politiker der UdSSR.

## Biografie
Medwedew war der Sohn aus einer bäuerlichen Familie. Der Vater arbeitete für eine Verbraucherzentrale. 1939 zog die Familie in die Nähe von Leningrad. Er lebte seit 1944 in Leningrad. Er beendete 1951 sein Studium der Wirtschaft und Wirtschaftstechnik an der Universität Leningrad. Er leitete dann eine Abteilung am Leningrader Institut für Technologie. Er promovierte 1968 im Bereich der Ökonomie.
Von 1968 bis 1970 war er Sekretär des Leningrader Parteikomitees, seit 1970  Stellvertretender Leiter der Propaganda-Abteilung des Zentralkomitees (ZK) der KPdSU in Moskau und von 1978 bis 1983 Rektor der Akademie für Gesellschaftswissenschaften beim ZK der KPdSU. Er fungierte von 1983 bis 1986 als Abteilungsleiter in der Wissenschafts- und Erziehungsabteilung und von 1986 bis 1988 als Abteilungsleiter für die Beziehungen zu kommunistischen und Arbeiterparteien der sozialistischen Länder im Zentralkomitee der KPdSU. Er war von 1984 bis 1989 Mitglied im Obersten Sowjet der UdSSR. Von 1986 bis 1990 war er Sekretär des Zentralkomitees und von 1988 bis 1990 Vollmitglied des Politbüros. Er war enger Berater von Gorbatschow und ist seit 1992 Mitglied der Gorbatschow-Stiftung.
Er unterstützte seit 1983 Gorbatschow bei der Durchsetzung einer neuen Ausrichtung (Glasnost (Offenheit) und Perestroika (Umgestaltung) der Politik). Er setzte sich zusammen mit Alexander Nikolajewitsch Jakowlew seit 1985 für eine Umgestaltung der Wirtschaftsverhältnisse in der UdSSR ein. Als Professor war er seit 1984 Korrespondierendes Mitglied der Russischen Akademie der Wissenschaften.
Ab Januar 1992 war er für die wissenschaftliche Arbeit in der Gorbatschow-Stiftung und im Institut für Ökonomik tätig.
Sein Bruder Nikolai Andrejewitsch Medwedew war von 1975 bis 1994 Rektor der Staatlichen Universität Kaliningrad.

## Werke
- Zakon stoimosti i material'nye stimuly socialističeskogo proizvodstva. (Das Wertgesetz und die materiellen Anreize der sozialistischen Produktion). Verlag Ėkonomika, Moskau 1966, OCLC 251764800.
- V komande Gorbačeva : Vzgljad iznutri. (In Gorbatschows Team: Ein Blick von innen). Moskau 1994, ISBN 5-88528-038-X.
- Raspad : kak on nazreval v "mirovoj sisteme socializma". (Verfall. Als es im "Weltsystem des Sozialismus" braute). Verlag Internationale Beziehungen, Moskau 1994, ISBN 5-7133-0744-1.
- Prozrenie, mif ili predatelʹstvo : k voprosu o ideologii perestroĭki. (Einsicht, Mythos oder Verrat? Zur Frage der Ideologie der Umstrukturierung). Verlag Eurasia, Moskau 1998, ISBN 5-88528-184-X.